# نابه اوسامی
نابه اوسامی (انگلیسی: Nabe Osami؛ زادهٔ ۲ مهٔ ۱۹۳۹) بازیگر، رمان‌نویس، صداپیشه، خواننده، نویسنده، کمدین، و شخصیت‌های تلویزیونی در ژاپن اهل ژاپن است.